# Roodbuiksierschildpad
De roodbuiksierschildpad (Pseudemys rubriventris) is een soort uit de familie moerasschildpadden (Emydidae). De soort werd voor het eerst wetenschappelijk beschreven door John Lawrence LeConte in 1830. Oorspronkelijk werd de wetenschappelijke naam Testudo rubriventris gebruikt.

## Uiterlijke kenmerken
De roodbuiksierschildpad is een vrij grote soort, de vrouwtjes kunnen een maximale schildlengte bereiken tot ongeveer 40 centimeter, de mannetjes blijven kleiner. De soort is makkelijk te herkennen aan de meestal bloedrode buik, vooral bij de juvenielen. Bij oudere dieren vervaagt deze kleur maar blijft zelfs bij heel oude dieren zichtbaar. De buik heeft een zwarte lijnentekening; een lengtestreep met onder en boven een dwarsstreep en in het midden een iets kortere dwarsstreep. Deze tekening kan variëren en ook de buikkleur is soms oranjerood. Het schild is groen tot groenbruin en de poten en kop hebben een groene basiskleur met een dunne, gele lijnentekening.

## Algemeen
De roodbuiksierschildpad komt voor in de Verenigde Staten; van de staat New Jersey tot North Carolina. De habitat bestaat uit helder, lauwwarm water bij rotsen in vochtige moeras-achtige gebieden. Bij voorkeur plantenrijk en ondiep water tot drie meter diep en deze soort komt soms ook in brakwater voor. Vanwege de bonte kleuren is de schildpad gewild in aquaria en is de soort door het vangen van de dieren sterk achteruitgegaan. Een neveneffect is dat de soort op verschillende plaatsen in de wereld opduikt in het wild. Dit komt doordat de schildpad in gevangenschap als juveniel nog klein is maar al snel groter wordt. Sommige eigenaren zetten de schildpad hierdoor uit in de natuur.
Onder andere in Nederland zijn al exemplaren aangetroffen in stadsvijvers en rivieren. Deze exemplaren overleven de strenge winters van de Lage Landen waarschijnlijk niet. Het voedsel bestaat uit kleine waterdieren als vissen en insecten maar ook waterplanten.